# Tragedia de Viloco
La Tragedia de Viloco tuvo lugar en la localidad de Viloco del Departamento de La Paz el 26 de septiembre de 1969, cuando la aeronave Douglas DC-6B del que operaba el vuelo 698 de Lloyd Aéreo Boliviano en la que viajaban casi la totalidad de la plantilla del equipo boliviano Club The Strongest, que realizaba el vuelo Santa Cruz - La Paz se estrelló en la zona montañosa y de difícil acceso denominada La Cancha, muriendo 74 personas entre futbolistas, cuerpo técnico, directivos, hinchas, personal aéreo y otros pasajeros.
Fue el desastre aéreo más grave de la historia de Bolivia, sin embargo fue superado el 13 de octubre de 1976, un Boeing 707 de Lloyd Aéreo Boliviano que se estrelló recién despegando del Aeropuerto El Trompillo con destino al Aeropuerto Internacional de Miami, matando a todas las 91 personas en total. Pero aún se mantiene como el más mortífero en la aviación del futbol por encima del Vuelo 2933 de LaMia, el cual fue también en un avión boliviano.

## Historia
El 26 de septiembre de 1969 a horas 14:00 la plantilla casi completa del Club The Strongest con 16 jugadores, el cuerpo técnico y la directiva abordaron el vuelo en el Aeropuerto El Trompillo de la ciudad de Santa Cruz que debería dirigirse a la ciudad de La Paz, después de disputar un torneo amistoso internacional realizado en la ciudad de Santa Cruz en el que participaron el Club Petroleros, un combinado de equipos locales y el Club Cerro Porteño del Paraguay con motivo de la efemérides de San Cruz  que se realizó el 24 de septiembre. The Strongest no tuvo una buena participación, debido a que en su última presentación frente al Club Petroleros cayó derrotado por 4 goles a 0, mientras que el Cerro Porteño se consagró Campeón.
En aquel momento, The Strongest disputaba el Torneo de Primera División de la Asociación de Fútbol de La Paz que estaba en receso desde el 14 de septiembre, día en el que el equipo disputó su último partido oficial frente al Bolívar de La Paz ganando por 3 a 1. The Strongest decidió enviar a su equipo al torneo amistoso que se disputaba entre semana, y debía volver el día viernes 26 de septiembre para tener el tiempo necesario en su recuperación para enfrentar un partido importante a realizarse el domingo 28 de septiembre.

### El accidente
Aquel día coincidentemente Bolivia vivía un periodo convulso pues el General Alfredo Ovando Candía protagonizaba el Golpe de Estado con el que derrocaba al presidente en funciones Luis Adolfo Siles Salinas, por lo que la población en Bolivia estaba en estado de máxima alerta. Este hecho produjo una serie de rumores sobre el accidente que no han sido confirmados hasta el día de hoy.
Mientras tanto, a las 15:15 la torre de control del Trompillo perdió contacto con la aeronave. A las 15:30 notificaron a los aeropuertos de Cochabamba y La Paz la pérdida de contacto presumiendo el desastre.
A las 16:00 la noticia llegó a oídos de los directivos y socios del Club en La Paz pero no recibieron más noticias durante el resto del día hasta el sábado 27, cuando por la mañana una comisión encabezada por el directivo José Luis de Aranguren declaró estado de emergencia mientras recibía notas de apoyo de las autoridades y otras organizaciones.
Mientras tanto en Viloco comenzó a circular la noticia del avistamiento por parte de la población local de una aeronave que había caído cerca de este centro minero. Más de 600 personas iniciaron la búsqueda de la aeronave. A las 23:00 los trabajadores de la mina encontraron el aparato siniestrado sin rastro de supervivientes. 
El avión estaba completamente destrozado y con muestras de haberse incendiado y explosionado. La zona del desastre, llamada La Cancha, era un lugar de difícil acceso y ninguna máquina ni vehículo podía llegar ahí, por lo que el rescate de los cuerpos tuvo que realizarse totalmente a mano con algunas bestias de carga.
A las 10:00 del domingo 28 de septiembre la Asociación de Fútbol de La Paz decidió suspender la jornada mientras que el rescate se prolongó por más de tres días con la participación de aproximadamente 3.000 voluntarios.
La noticia corrió como pólvora por todo el mundo y llegaron a las oficinas del Club cartas procedentes de los principales clubs de fútbol de todo el mundo, mientras que de Argentina y Paraguay comenzaron a llegar los familiares de los jugadores de esas nacionalidades.
El rescate de todos los restos terminó la noche del lunes 29 de septiembre y el 1 de octubre llegaron a la ciudad de La Paz donde fueron velados en la Catedral de Nuestra Señora de La Paz. El día del entierro una multitud de más de 15.000 personas acompañaron los restos de los jugadores hasta su última morada en el Cementerio de la Ciudad, donde posteriormente el Club The Strongest construyó un Mausoleo en su honor.

### Causa
La causa fue que Luis Adolfo Siles Salinas tenía que viajar en el mismo vuelo pero por el Golpe de Estado escapó a Chile, se especulaba que el gobierno había plantado una bomba dentro del avión para asesinar a Luis Adolfo Siles pero al saber que no iría en este vuelo el gobierno no se deshizo de la bomba, para distraer a la población del Golpe de Estado.[cita requerida]

### Vida tras la tragedia
El Club The Strongest quedó en una situación lamentable desde todo punto de vista. Por un lado se había quedado sin equipo para continuar participando el Torneo de la AFLP por lo que pidió a este ente poder retirarse, cosa a la que accedió. 
El accidente supuso un gran desembolso económico del Club que ya de antes tenía una situación financiera delicada, pues había realizado un gran esfuerzo por reforzar el equipo en los últimos años y los resultados en el Torneo de Fútbol no estaban acompañando, aunque sus dos últimas victorias sobre Bolívar (3 a 0) y Universitario (3 a 1) daban esperanzas de remontada. El Club se hallaba en un punto tan extremo que mucha gente previó su inminente desaparición.
Es en este momento que los principales directivos del Club, apoyados por la masa societaria, presidentes históricos e hinchada en general deciden poner a la cabeza del directorio a Rafael Mendoza Castellón que comenzó a realizar una serie de gestiones que culminaron con gran éxito.
Algunos clubs locales y extranjeros ceden jugadores para que The Strongest armara un nuevo equipo que recibió el nombre de Strongest Símbolo comenzando así a jugar una serie de partidos amistosos con el fin de recaudar fondos. El más importante fue el Club Boca Juniors que cedió a dos jóvenes promesas de su cantera, Fernando Bastida, el 'Zorro' y Víctor Hugo Romero, 'Romerito', que en los años 70 llegaron a convertirse en verdaderas estrellas del fútbol boliviano, además su presidente Alberto José Armando, organizó en Buenos Aires partidos amistosos cuya recaudación fue para el club atigrado.
Así mismo Teófilo Salinas, presidente de la Conmebol donó de su bolsillo 20.000 dólares americanos. Mientras que en Brasil el Club Flamengo y el Club Fluminense disputaron el Clásico Carioca para ayudar al equipo boliviano.
Gracias a la movilización solidaria de todo el continente The Strongest se recupera y en los años 70 se convierte nuevamente en uno de los clubes de fútbol más importantes de Bolivia. Don Rafo adquiere para el Club los terrenos prometidos desde hacía varios años por la Alcaldía de la ciudad de La Paz en la zona de Alto Achumani, donde construye el Complejo Deportivo que coronaba el inmenso esfuerzo emprendido por el club después de la catástrofe.
En ámbitos deportivos, The Strongest ganó en 1970 el Torneo de La Paz, así como también en 1971 y 1974. En 1971 también logra el Subcampeonato Nacional y en 1974 el Campeonato logrado de manera invicta lo que le valió participar en la Copa Libertadores de 1971 y 1975. Varios integrantes de este histórico equipo llegaría a disputar la primera Liga en 1977 y otros como Luis Galarza jugarían hasta finales de los años 80.

## Víctimas
74 personas fallecieron en el accidente. La nómina de los deportistas fallecidos ese día es la siguiente: 
- Futbolistas: Armando Angelacio, Orlando Cáceres (paraguayos), Ángel Porta, Hernán Andretta, Héctor Marchetti, Eduardo Arrigó, Raúl Óscar Farfán (argentinos), Julio Alberto Díaz, Oswaldo Franco (bolivianos por naturalización), Ernesto Villegas, Jorge Durán, Juan Iriondo, Óscar Guzmán, Jorge Tapia, Germán Alcázar, Óscar Flores y Diógenes Torrico (bolivianos).
- Cuerpo técnico: El DT Eustaquio Ortuño y el ayudante de campo Felipe Aguilar.
- Directivos: José Ayllón Guerra (The Strongest) y Antonio Arena (Cerro Porteño).

## Anécdotas
Se dice que la delegación del Club fue cambiada de vuelo en el último momento, pues querían adelantar unas horas su llegada a La Paz.
Entre los restos, en el bolsillo de Jorge Durán se encontró una foto de él con el astro paraguayo Saturnino Arrúa, tomada el día inmediatamente anterior a la tragedia.
La hija de Armando Angelacio, arquero de The Strongest y de la selección paraguaya, nació inesperadamente el mismo día del accidente. El matrimonio de Angelacio estaba previsto para el mismo sábado del arribo.
Otro que debía casarse ese sábado era el boliviano Óscar Flores, que debía contraer nupcias con su novia Mirtha Huarín. Poco antes de subir al avión le había enviado a su padre que vivía en Cochabamba un cablegrama donde le recordaba el enlace en los siguientes términos: "Enlace matrimonial con Mirtha día 27 de septiembre templo La Merced. Te espero La Paz sábado en la mañana. Óscar."
Cuatro fútbolístas del club no viajaron por diversos motivos: Rolando Vargas pidió permiso para atender el negocio de importaciones que tenía su padre en La Paz, Rolón perdió el vuelo, Luis Gini y Alberto Alarcón estaban lesionados.
El miembro del directivo Alberto Alarcón salvaría su vida al ceder su pasaje a un hincha que quería viajar con el equipo.
El hincha más famoso del Club, el popular Raúl 'Chupacañas' Riveros, estaba celebrando su cumpleaños el día 27 por lo que no se enteró de las malas noticias. Coincidentemente, un pasajero del mismo nombre se encontraba en la nómina de los fallecidos por lo que se creyó que había perecido con el plantel. El 'Chupita' apareció después para alivio de sus familiares.
Rolando Vargas, apodado "El Perro", y Luis Gini continuaron en el Club algunos años más. Vargas incluso llegó a ser capitán y posteriormente fue director técnico del primer equipo con el que conseguiría ganar los Campeonatos Paceño y Nacional de 1974.
El gran Max Ramírez, capitán legendario del Tigre, se retiró solo un año antes de la tragedia. Fue uno de los dirigentes más activos en la recuperación del Club y terminó siendo gerente del Complejo Deportivo